# المنزلة (مركز)
مركز المنزلة مركز إداري مصري. يقع في محافظة الدقهلية الواقعة في جمهورية مصر العربية. القاعدة الإدارية للمركز هي مدينة المنزلة.

## التاريخ

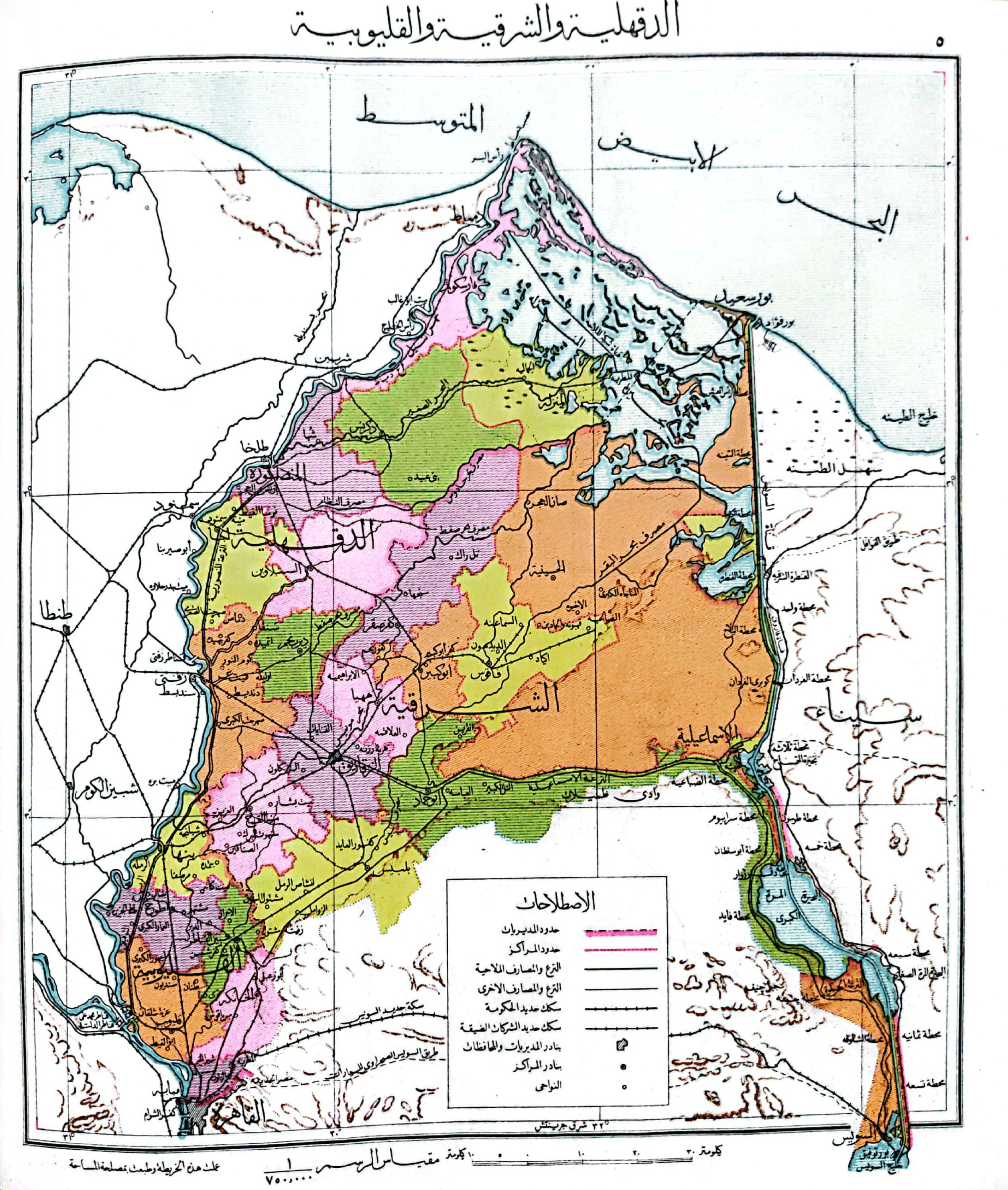
خريطة تظهر مركز المنزلة باللون الأخضر الفاتح في عام 1951

أنشئ مركز المنزلة في سنة 1929 وجعل في اختصاصه 43 بلد من بلاد مركز دكرنس، سبب إنشاء المركز هو بعد بلاد المنزلة عن دكرنس مما يسبب مشاق للجمهور وموظفي الحكومة. فصلت ثلاث قرى لتشكل مركز المطرية، و5 قرى عن المركز في سنة 1992 لتشكل مركز الجمالية، و6 قرى في 24 مايو 1995 لتشكل ميت سلسيل.

## السكان
بلغ عدد سكان المركز 394,845 نسمة في تقدير يوليو 2024 أغلبهم ريفيون باستثناء عدد سكان مدينة المنزلة 130,091 نسمة، عدد الرجال منهم 202,320 والنساء 192,525 نسمة.
| السنة | عدد السكان | السنة | عدد السكان |
| ----- | ---------- | ----- | ---------- |
| 1947  | 147,273    | 1996  | 119,004    |
| 1960  | 180,604    | 2006  | 264,499    |
| 1976  | 206,662    | 2017  | 247,907    |
| 1986  | 220,941    | 2024  | 394,845    |